# Hoa dạng thiếu niên thiếu nữ
Hoa dạng thiếu niên thiếu nữ (Hán tự: 花樣少年少女, Phát âm: Huāyàng shàonián shàonǚ) là bộ phim truyền hình thần tượng nổi tiếng của Đài Loan, đã được phát sóng trên toàn Châu Á. Ở Việt Nam, bộ phim được phát sóng lần đầu trên kênh HTV7 với tựa đề "Vì Yêu" và lần thứ 2 phát sóng trên HTV2 với tựa "Hoa dạng thiếu niên thiếu nữ".
Đây là bộ phim truyền hình đầu tiên được chuyển thể từ bộ truyện tranh "Hana Kimi" của Nhật Bản và đã rất nổi tiếng về sự diễn xuất giữa hai diễn viên trong thành viên ban nhạc "S.H.E" và "Phi Luân Hải". Sau đó Nhật Bản và Hàn Quốc đã bắt đầu chuyển thể từ bộ truyện tranh này để làm phim.

## Cốt truyện
Thụy Hi trong một dịp tình cờ xem truyền hình đã đem lòng ái mộ vận động viên nhảy cao trẻ Tạ Dĩ Tuyền. Vì muốn được gần gũi và hiểu biết thêm về thần tượng của mình Thụy Hi đã cố gắng năn nỉ xin ba mẹ cho mình từ Mỹ trở về Đài Loan để đi học.
Thụy Hi đã giả trai xin vào trường nam Anh Khai nơi Dĩ Tuyền đang theo học. Vào trường Thụy Hi được sắp xếp học cùng lớp và chia cùng phòng với Dĩ Tuyền trong khu nội trú. Từ ngày quen với Thụy Hi, Tú Y cứ ngỡ mình bị bệnh đồng tình luyến ái vì không hiểu tại sao lại có cảm tình rất đặc biệt với Thụy Hi.
Thân phận của Thụy Hi có bị ai phát hiện hay không? Thụy Hi sẽ bị trải qua những buồn, vui, khó khăn gì? Chuyện tình cảm của bộ ba Thụy Hi, Dĩ Tuyền và Tú Y sẽ ra sao?....

## Nhân vật

### Nhân vật chính
- Tạ Dĩ Tuyền: Là một người giỏi môn nhảy cao, tuy nhiên anh không thể nhảy vì đã bị trật chân, nhưng sau đó nhờ sự an ủi của Lư Thụy Hi và trước sự thách thức của anh trai Thụy Hi, nên anh đã vượt qua môn nhảy cao này và đã giữ cô ở lại trường.
- Lư Thụy Hi, là một cô gái dịu dàng, tốt bụng nhưng vì quá hâm mộ Tạ Dĩ Tuyền nên cô xin ba mẹ cho về Đài Loan để được học chung với thần tượng của mình, nhưng vì đây là trương nam sinh nên cô phải giả trai để được vào trường này, mọi chuyện dở khóc dở cười luôn bám sát cô, nhưng sau này Tạ Dĩ Tuyền và một số người đã biết thân phận con gái của cô nên đã cố gắng trở thành một người bạn và đã giúp cô giữ bí mật này.
- Kim Tú Y: là một nam sinh giỏi bóng đá, là người bạn đầu tiên mà Thụy Hi đã gặp, luôn che chở và giúp đỡ cô hết mình từ việc nhỏ đến việc lớn, nhưng khi gặp Thụy Hi, anh luôn ngỡ mình có bị đồng tính hay không mà tại sao gặp Thụy Hi lại thích cô đến như vậy, nhưng sau này mọi người đã biết Thụy Hi là con gái nhưng Tú Y lại không hề biết chuyện này.
- Thầy Mai Điền: là bác sĩ đồng tính nhưng anh đã biết Thụy Hi là con gái từ ban đầu nên đã giúp cô giữ bí mật này và luôn đưa ra những lời khuyên có ích.
- Lương Tư Nam: là trưởng của khu ký túc xá mà Thụy Hi đang ở, bản thân anh luôn có những nội quy rất nghiêm khắc và không thua kém về tài cua gái, tuy nhiên sau khi anh luôn tỏ ra nghi ngờ Thụy Hi và dần biết được sự thật của cô nên anh đã cố gắng giúp cô bảo vệ bí mật này và dần trở thành một người bạn tốt của Thụy Hi.

### Nhân vật phụ
- Đại Thụ: là một nam sinh hay có khả năng linh cảm cao, có tài bói toán và kể chuyện ma, đặc biệt là những chuyện nhảm hoặc có thật đối với những nam sinh đặc biệt khác như Dĩ Tuyền và Thụy Hi.
- Ươm Ươm: là một nam sinh nhưng tính nết lại giống con gái, hay ganh tỵ những người nào hay nổi bật hơn mình.
- Nhật Bổn Kiều: là một nam sinh chuyên đi rình chuyện của người khác nhưng có một sở thích là hay chụp hình với người khác, đặc biệt là chụp hình lén.
- Ngũ Tương: là bạn gái đã chia tay với Tạ Dĩ Tuyền, ban đầu cô là bạn của Thụy Hi, nhưng khi cô thấy Thụy Hi luôn ở bên Tạ Dĩ Tuyền nên cô luôn tỏ ra ác cảm với Thụy Hi.
- Dì Vĩnh Hoa: là chị của Mai Điền, nhưng cô lại có rất nhiều cá tính, chính cô là người đã giúp Thụy Hi giữ bí mật thân phận con gái của Thụy Hi và xem Thụy Hi là người bạn tốt.
- Thạch Cảnh Hàn: là người giúp việc của Dì Vĩnh Hoa, là một người đã bắt đầu nhòm ngó Thụy Hi ngay từ cái nhìn đầu tiên, sau này bị Dĩ Tuyền tỏ ra nghi ngờ là anh ta có ý nghĩ hành động kì lạ với Thụy Hi.
- Thu Lạc: là một tay nhảy cao luôn tỏ ra đối nghịch với Dĩ Tuyền, sau chiến thắng kỳ thi nhảy cao của Dĩ Tuyền anh dần dần trở thành một người bạn thân của Dĩ Tuyền.
- Thanh Mỹ: là em gái của Thu Lạc, rất hâm mộ Dĩ Tuyền.
- Cảnh Mỹ: là em gái út của Thu Lạc, nhân vật rất ít xuất hiện trong phim.

## Diễn viên chính
- Ngô Tôn vai Tạ Dĩ Tuyền
- Trần Gia Hoa vai Lư Thụy Hi
- Uông Đông Thành vai Kim Tú Y
- Đường Vũ Triết vai Lương Tư Nam
- Tạ Chính Hạo vai Quan Nhật Huy

## Nhạc phim
| Tại vì sao ?     | 怎么办 Zen Me Ban       | S.H.E |
| Thiên sứ cá nhân | 專屬天使 Personal Angel | TANK  |

## Bản quyền
Hiện nay bộ phim này đã được nổi tiếng khắp Châu Á nhờ vẻ đẹp của diễn viên và tài diễn xuất. Sau đó vào tháng 6 năm 2007, Nhật Bản đã chuyển thể thành công bộ truyện tranh Hana Kimi thành phim và nhận được nhiều sự quan tâm của khán giả Nhật Bản, tiếp đến công ty SM Entertainment đã mua bản quyền chuyển thể bộ truyện tranh này làm thành phim do chính công ty đó tự sản xuất và hội tụ cả dàn diễn viên nổi tiếng đến từ các ban nhạc của Hàn Quốc như SHINee, f(x), Super Junior,... với tựa đề "To the Beautiful You" sẽ được bấm máy từ ngày 27 tháng 4 năm 2012.